# Por siempre mi amor
 (срп. 3aувек, љубави) мексичка је теленовела, продукцијске куће Телевиса, снимана током 2013 и 2014.

### Синопсис
Артуро де ла Рива у срећном је браку са супругом Еухенијом већ десет година. Са њима живе и кћерка Аранса, али и Еухенијина рођака Соња, која је потајно заљубљена у зета, иначе аритекту и власника фирме у којој ради са својим најбољим пријатељем Бруном.
Са друге стране, Исабел Лопез Сердан провела је последње две године верујући да је удата за Фернанда Кордову, коме слепо верује. Она је дизајнерка доњег веша и ради са својом најбољом пријатељицом Габријелом.
Животи Артура и Исабел испреплетаће се када Еухенија изненада умре, јер јој је Соња, желећи да остане са њеним супругом, дала погрешне лекове. Истовремено, Исабел открива да је Фернандо преварант који јој је крао новац, а поврх свега, ожењен је Андреом, са којом има синове Естебана и Анхела.
Судбина ће сломљене Исабел и Артура спојити на једној плажи, а тај сусрет означиће почетак њихове љубавне приче. Међутим, иако су с једне стране добили другу шансу за љубав, са друге стране ће морати да се изборе са Соњом која манипулише Арансом, не желећи да девојчица прихвати Исабел као своју "другу мајку". Ту је и Фернандо који је у међувремену завршио у затвору и заклео се да ће се осветити Исабел…

## Глумачка постава

### Главне улоге
| Глумац:         | Улога:              |
| --------------- | ------------------- |
| Сусана Гонзалез | Исабел Лопез Сердан |
| Гај Екер        | Артуро де ла Рива   |
| Доминика Палета | Соња                |
| Телма Мадригал  | Аранса              |

### Споредне улоге
| Глумац:            | Улога:                    |
| ------------------ | ------------------------- |
| Ектор Суарез Гомиз | Фернандо / Хавијер        |
| Лус Марија Зетина  | Еухенија                  |
| Софија Кастро      | Дафне                     |
| Пабло Лиле         | Естебан                   |
| Марта Хулија       | Габријела                 |
| Габријела Платас   | Андреа Гутјерез           |
| Танија Ласардо     | Марианела                 |
| Ана Мартин         | Марија Тита               |
| Давид Осторски     | Хилберто                  |
| Умберто Елизондо   | дон Освалдо               |
| Макарија           | Минерва                   |
| Франсиско Рубио    | Гонсало                   |
| Алехандро Руиз     | Бруно                     |
| Ерик Дијаз         | Кристијан                 |
| Ема Ескаланте      | Лукресија                 |
| Мишел Родригез     | Линда                     |
| Џесика Саласар     | Марсела                   |
| Фабијан Роблес     | Александер                |
| Силвија Ломели     | Тере                      |
| Арчи Ланфранко     | Николас                   |
| Пабло Круз         | Данијел                   |
| Ерик Дијаз         | Кристијан                 |
| Карлос Спеитзер    | Хосе                      |
| Дасија Гонзалез    | Лупита                    |
| Рикардо де Паскуал | Габино                    |
| Џесика Саласар     | Марсела                   |
| Алехандро Арагон   | Маурсио                   |
| Карлос Бонавидес   | свештеник Адалберто       |
| Исабел Мартинез    | Рефухио                   |
| Ема Ескаленте      | Лукресија                 |
| Вероника Монтес    | Летисија                  |
| Кариме Ернандез    | Аранса (као девојчица)    |
| Камила Пења        | Дафне (као девојчица)     |
| Федерико Порас     | Естебан (као дечак)       |
| Валентина Аузори   | Илеана (као девојчица)    |
| Хаде Фрасер        | Марианела (као девојчица) |